# Ponte Vincent Thomas
A Ponte Vincent Thomas é uma ponte suspensa de 1847 metros de comprimento em Los Angeles, no estado da Califórnia, nos Estados Unidos que liga San Pedro a Los Angeles. É a terceira maior ponte pênsil, na Califórnia. 
A altura livre do canal de navegação é de aproximadamente 60 metros (185 pés). 
Curiosidade:
Em 19 de agosto de 2012, por volta das 12: 30 (UTC-8), Tony Scott cometeu suicídio ao saltar da ponte. Um pedestre que testemunhou o ato e chamou a polícia, relatou que o viu se aproximar e pular sem hesitar. Tony Scott deixou uma nota de suicídio em seu escritório.

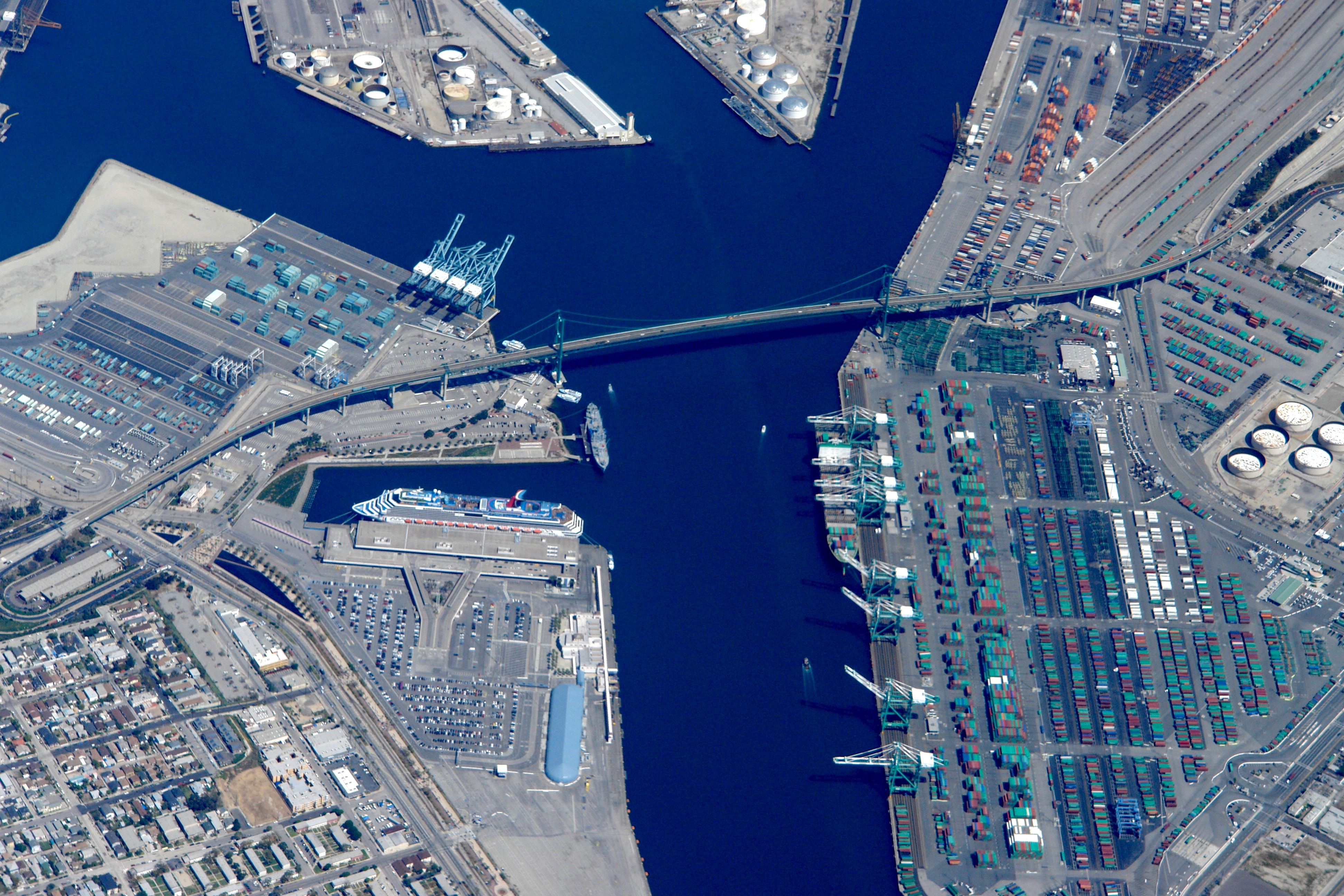
Vista da Vincent Thomas Bridge do alto

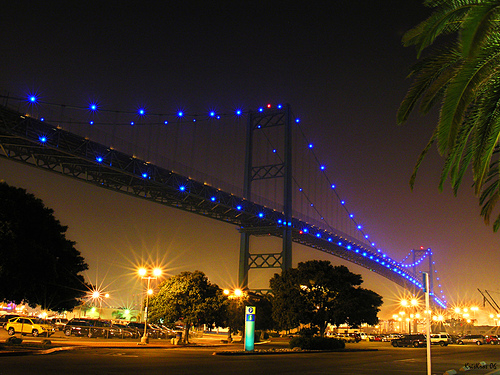
Ponte a noite